# Uroleucon sileneobium
Uroleucon sileneobium är en insektsart. Uroleucon sileneobium ingår i släktet Uroleucon och familjen långrörsbladlöss. Inga underarter finns listade i Catalogue of Life.